# Bear-Halbinsel
Die Bear-Halbinsel ist eine abgesehen von einigen peripheren Felsvorsprüngen und -kliffs eisbedeckte Halbinsel von 80 km Länge und 40 km Breite an der Walgreen-Küste des westantarktischen Marie-Byrd-Lands. Sie liegt 50 km östlich der Martin-Halbinsel. Ihren südöstlichen Teil bildet der Wingham Dome.
Eine erste Positionsbestimmung der Halbinsel erfolgte anhand von Luftaufnahmen der Operation Highjump (1946–1947) vom Januar 1947. Das Advisory Committee on Antarctic Names benannte sie nach der USS Bear, dem Flaggschiff der United States Antarctic Service Expedition (1939–1941), das zuvor unter dem Namen Bear of Oakland bei der zweiten Antarktisexpedition (1933–1935) des US-amerikanischen Polarforschers Richard Evelyn Byrd zum Einsatz kam.